# بیل جانسون (اسکی‌باز)
بیل جانسون (انگلیسی: Bill Johnson; ۳۰ مارس ۱۹۶۰ – ۲۱ ژانویهٔ ۲۰۱۶) اسکی‌باز آلپاین اهل ایالات متحده آمریکا بود.
از افتخارات وی می‌توان به کسب مدال طلا در بازی‌های المپیک زمستانی ۱۹۸۴ اشاره کرد.